# 广罗乡
广罗乡，是中华人民共和国四川省广安市广安区曾经下辖的一个乡。2019年12月，撤销广罗乡，其所属行政区域为穿石镇的行政区域。

## 行政区划
广罗乡撤销前下辖以下地区：
月台村、石埝村、腊沟村、鱼关村、马山村、联合村、英模村、学堂村、土河村、埝湾村和文昌村。